# Мауро Ферроні
Мауро Ферроні (італ. Mauro Ferroni, нар. 10 грудня 1955, Рим) — італійський футболіст, що грав на позиції правого захисника, зокрема за «Сампдорію» та «Верону». Чемпіон Італії у складі останньої. 

## Ігрова кар'єра
Народився 10 грудня 1955 року в Римі. Вихованець футбольної школи місцевого клубу ОМІ.
У дорослому футболі дебютував 1974 року виступами за команду «Луккезе-Лібертас», в якій провів один сезон, взявши участь у 24 матчах чемпіонату. 
Своєю грою за цю команду привернув увагу представників тренерського штабу клубу «Сампдорія», до складу якого приєднався 1975 року. Відіграв за генуезький клуб наступні вісім сезонів своєї ігрової кар'єри. Більшість часу, проведеного у складі «Сампдорії», був основним гравцем захисту команди.
1983 року перейшов до «Верони», за який відіграв п'ять сезонів. Граючи у складі «Верони» також здебільшого виходив на поле в основному складі команди. У сезоні 1984/85 допоміг веронській команді здобути єдиний у її історії титул чемпіона Італії. Завершив професійну кар'єру футболіста виступами за «Верону» у 1988 році.

## Титули і досягнення
- Чемпіон Італії (1):

«Верона»: 1984-1985